# بیسوکتریزول
بیسوکتریزول (به انگلیسی: Bisoctrizole) با فرمول شیمیایی C41H50N6O2 یک ترکیب شیمیایی با شناسه پاب‌کم 17601 است. که جرم مولی آن ۶۵۸٫۸۸ گرم بر مول می‌باشد. 